# Justin Moore (альбом)
| Оценки критиков | Оценки критиков |
| Источник        | Оценка          |
| --------------- | --------------- |
| AllMusic        | [ 1 ]           |
| Engine 145      | [ 2 ]           |
| Roughstock      | (favorable)     |

Justin Moore — дебютный студийный альбом американского исполнителя кантри-музыки Джастина Мура, выпущенный 11 августа 2009 года на лейбле Valory Music, дочернем лейбле Big Machine Records. Диск достиг третьего места в американском кантри-чарте Top Country Albums (а сингл «Small Town USA» стал первым диском № 1 в сингловом кантри-чарте) и был на позиции № 10 в общенациональном хит-параде Billboard 200.

## История
Этот альбом был частью специальной акции под названием «Итак, вы хотите быть руководителем звукозаписывающей компании». Эта акция разместила музыку Мура в социальных сетях, таких как MySpace и iLike, где фанаты могли создавать плейлисты, состоящие из десяти песен, а десять лучших песен, которые были выбраны, в итоге и были включены в альбом Мура.
Альбом получил умеренные отзывы музыкальных критиков и изданий: AllMusic, Engine 145, Roughstock. В 2017 году обозреватель журнала Billboard Чак Дофин включил три песни с диска в свой список десяти лучших песен Мура: «Small Town USA» (№ 3), «Backwoods» (№ 5) и «Back That Thing Up» (№ 10).

## Список композиций
| №   | Название                          | Автор(ы)                                     | Длительность |
| --- | --------------------------------- | -------------------------------------------- | ------------ |
| 1.  | «How I Got to Be This Way»        | Justin Moore Jeremy Stover Rivers Rutherford | 2:58         |
| 2.  | «Small Town USA»                  | Moore Stover Brian Maher                     | 3:38         |
| 3.  | «Backwoods»                       | Moore Stover Jamie Paulin                    | 2:35         |
| 4.  | «Like There’s No Tomorrow»        | Moore Stover Maher                           | 3:28         |
| 5.  | «Good Ole American Way»           | Moore Stover Maher                           | 2:47         |
| 6.  | «I Could Kick Your Ass»           | Moore Stover Maher                           | 3:13         |
| 7.  | «Back That Thing Up»              | Stover Randy Houser                          | 2:35         |
| 8.  | «The Only Place That I Call Home» | Moore Stover Dallas Davidson                 | 3:23         |
| 9.  | «Grandpa»                         | Moore Stover Paulin                          | 3:27         |
| 10. | «Hank It»                         | Moore Stover Maher                           | 3:00         |

## Позиции в чартах и сертификация

### Альбом
| Чарт (2009-10)                    | Высшая позиция |
| --------------------------------- | -------------- |
| U.S. Billboard 200                | 10             |
| U.S. Billboard Top Country Albums | 3              |

### Годовые чарты
| Чарт (2010)                     | Позиция |
| ------------------------------- | ------- |
| US Billboard Top Country Albums | 40      |

### Синглы
| Год                   | Сингл                      | Высшая позиция | Высшая позиция | Сертификация |
| Год                   | Сингл                      | US Country     | US             | Сертификация |
| --------------------- | -------------------------- | -------------- | -------------- | ------------ |
| 2008                  | «Back That Thing Up»       | 38             | —              |              |
| 2009                  | «Small Town USA»           | 1              | 44             | * US: Gold   |
| 2009                  | «Backwoods»                | 6              | 69             | * US: Gold   |
| 2010                  | «How I Got to Be This Way» | 17             | 101            |              |
| «—» неучастие в чарте |                            |                |                |              |

### Сертификации и продажи
| Регион | Сертификация | Продажи  |
| --- | ------------ | -------- |
| США (RIAA) | Платиновый   | 550,000^ |
| * Данные о продажах приведены только на основе сертификации. ^ Данные о тиражах приведены только на основе сертификации. |              |          |